# Ancien presbytère de Mamers
 (novembre 2019).
Si vous disposez d'ouvrages ou d'articles de référence ou si vous connaissez des sites web de qualité traitant du thème abordé ici, merci de compléter l'article en donnant les références utiles à sa vérifiabilité et en les liant à la section « Notes et références ».
L'ancien presbytère de Mamers est un édifice construit entre 1852 et 1857. Il est actuellement situé rue du 115e régiment d'infanterie, à Mamers, dans le département de la Sarthe. Il est une ancienne propriété du Centre hospitalier intercommunal Alençon-Mamers (CHIC). 
Ce bâtiment a été proposé au titre des monuments historiques en décembre 2018 mais n'a pas été inscrit en dépit d'un caractère architectural et historique reconnu[réf. nécessaire]. Il est le dernier issu de la collaboration entre les architectes Paul Lebart (1799-1873) et Achille Oudinot de La Faverie (1820-1891).

## Historique
Menacé de destruction, il est vendu en mai 2022 à un particulier.

## Style
L'ancien presbytère de Mamers appartient au style palladien. Ses concepteurs ont développé une vision très précise de l'héritage de Philibert Delorme. Plusieurs citations de l'architecture du XVIe siècle sont visibles dans le plan et les élévations de l'édifice. Ils ont notamment repris les notions de façade dynamique. 
Les colonnes torsadées sommées de chapiteaux à putti sont dessinées par Achille Oudinot de La Faverie qui dans la même période travaille au décor de l'escalier Lefuel du Louvre de Napoléon III. La parenté entre ces ornements parisiens et mamertins est notable. 

## Autres bâtiments
L'architecte Paul Lebart signe plusieurs édifices à Mamers : 
- Le théâtre, place Carnot[4].
- La maison 45, rue du Hupry.
- Une maison sise dans l'enceinte de l'hôpital, détruite en 1990. Ses éléments de décors sont remployés dans le foyer occupationnel.
- La maison 16, rue Ledru Rollin.
- La maison 17, rue du Docteur Godard.
- La maison 46, rue du Docteur Godard.
- L'ancienne kommandantur à l'angle de la rue du Docteur Godard et de la rue Denfert-Rochereau.